# Design-Expert
Design-Expert  ist eine kommerzielle, Windows-basierte Software des US-amerikanischen Konzerns Stat-Ease zur Erstellung und Auswertung von statistischen Versuchsplänen (englisch Design of Experiments, DoE). Mit den Methoden der statistischen Versuchsplanung unterstützt Design-Expert die Optimierung von Prozessen und Produkten.

## Geschichte
Stat-Ease wurde 1982 von Pat Whitcomb während seiner Tätigkeit bei General Mills gegründet.
Das Unternehmen verkaufte seine erste Software im Juni 1985. Die Verkäufe nahmen 1987 Fahrt auf, als die Software in einer Rezension „unglaublich einfach zu bedienen“ beschrieben wurde.
Im Jahr 1988 veröffentlichte das Unternehmen die erste Version von Design-Expert. Im Jahr 1996 fügte die Firma die Funktionen von Design-Ease in Design-Expert Version 5 ein und übersetzte es von DOS nach Windows.
Version 6.0 wurde auf eine vollständige 32-Bit-Architektur umgestellt um den visuellen Konventionen von Windows besser zu entsprechen und ermöglichte bis zu 256 Versuche für Faktorielle Versuchspläne mit Blockeffekten. In Version 7.0 wurden 3D-Wirkungsflächen, ein Pareto-Diagramm sowie Nebenbedingungen hinzugefügt. Version 9 enthält Split-Plot Versuchspläne.
Minimum-Run Versuchspläne mit der Auflösung IV und Auflösung V wurden 2004 von Pat Whitcomb und Gary Oehlert erfunden.
Whitcomb und Oehlert gewannen 2008 den Shewell Award für die Erfindung des Half-Normal Plots für Faktorielle Versuchspläne.
Im Jahre 2008 haben Whitcom und Oehlert auch ein Werkzeug entwickelt, um die statistische Power für eine breite Palette von Versuchsplänen respektive die Präzision für Wirkungsflächen- und Mischungspläne zu berechnen.

## Software
Design-Expert hat seinen Schwerpunkt in der statistischen Versuchsplanung. Das Arbeiten mit Design-Expert ist nach den Prinzipien des experimentellen Zyklus aufgebaut. Am Anfang der Arbeit mit Design-Expert wird ein Versuchsplan aufgestellt. Dabei stehen folgende Pläne zur Auswahl: 

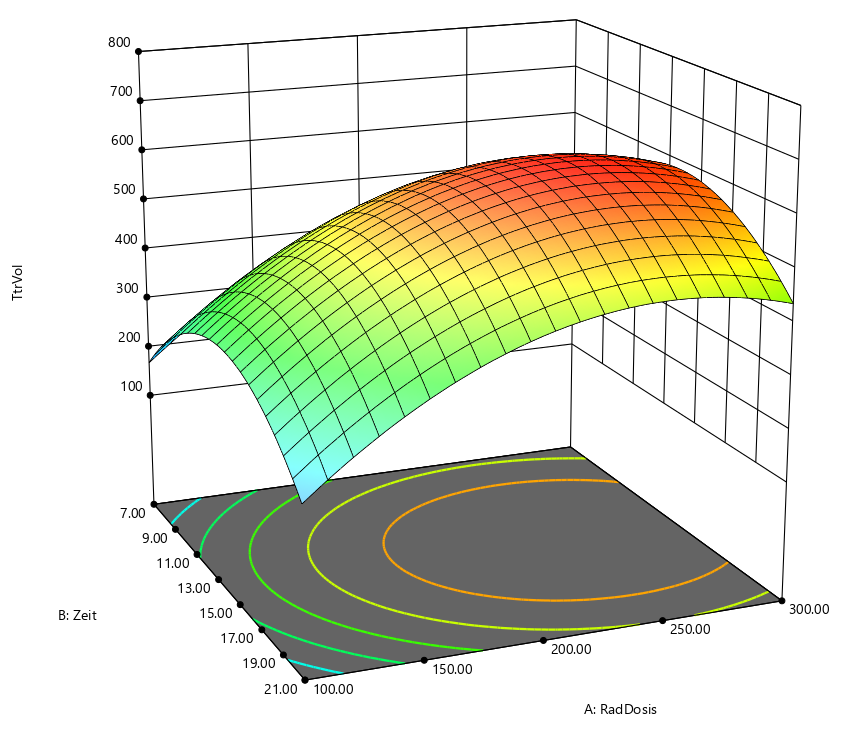
3-D Wirkungsflächendiagramm

Screening-Pläne für Prozessfaktoren: Voll- und Teilfaktorielle Versuchspläne, Plackett-Burman, Minimum-Run, Taguchi Orthogonale Arrays.
Wirkungsflächen Pläne für Prozessfaktoren: Zentral Zusammengesetzter Versuchsplan, Box-Behnken, Definitive Screening, Optimale Pläne (I,D,A).
Versuchspläne für Mischungskomponenten: Simplex-Lattice, Simplex-Centroid, Optimale Pläne (I,D,A).
Zur gleichzeitigen Untersuchung von Prozessfaktoren und Mischungskomponenten stehen Kombinierte-Pläne zur Verfügung. Ist ein Faktor nur schwer zu verändern, bietet Design Expert die Möglichkeit Split-Plot Versuchspläne zu erstellen.
Bestehende Versuchspläne können um Versuchspunkte erweitert werden, um Vermengungsstrukturen aufzulösen, einzelne Versuche zu wiederholen oder Modelle höherer Ordnung anzupassen. Auch die Auswertung von historischen Daten, welche nicht mit der Hilfe von Design Expert generiert wurden und das Hinzufügen von Nebenbedingungen ist möglich.
In Abhängigkeit des gewählten Versuchsplans und Datentyps der Zielgröße erfolgt die Auswertung anhand von mathematischen Verfahren sowie 2D- und 3D-Grafiken. Dabei können mehrere Zielgrößen gleichzeitig numerisch optimiert und anhand der Wünschbarkeit die Ergebnisse interpretieren werden. Die graphische Optimierung ermöglicht es verschiedene Wünschbarkeiten zu überlagern, ein robustes Prozessfenster zu identifizieren und den Einfluss der Fehlerfortpflanzung (propagation of error, PoE) zu quantifizieren.

## Anwendungsbeispiele
Alberto-Culver entwickelte eine neue Peeling-Linie mit der Software Design-Expert.
Design-Expert wurde von Forschern des Los Alamos National Laboratory bei der Entwicklung einer Reihe von Experimenten verwendet, die die Anwendung von Modellvalidierungstechniken auf ein Problem der Strukturdynamik demonstrieren sollten.
Design-Expert wurde von den Forschern verwendet, um Experimente zur Optimierung der Auswirkungen der Lagerung auf die physikalisch-chemische, mikrobiologische und sensorische Qualität von Basilikumblattsaft durchzuführen.
Invitrogen benutzte Design-Expert zur Optimierung eines Zellkultur-Bioproduktionssystems. Der Forscher erklärt: „Dieses Experiment demonstriert, wie ein robotergesteuertes Mikrobioreaktorsystem mit DoE-Methoden kombiniert werden kann, um Zellkulturmedien und Fütterungsstrategien zu optimieren. Das neue Verfahren ist reich an Informationen und liefert ein solides Verständnis der einflussreichsten Faktoren, die die Leistung bestimmter Zelllinien beeinflussen.“
Die United States Environmental Protection Agency (EPA) untersuchte die Physikalisch-chemischen Eigenschaften von 9 Tensiden auf den Wiederaufbau von Perchlorethylen (PCE) in wässriger Lösung, ein Wirkungsflächenplan mit quadratischer Modellierung wurde verwendet. Mittels Design-Expert wurde der Versuchsplan erstellt und die Analyse durchgeführt. Die Studie lieferte ein Vorhersagemodell für Veränderungen der Physikalisch-chemischen Eigenschaften von Porenflüssigkeit und Tensid unterstütztem Wiederaufbau von PCE.
Die Forscher untersuchten die Möglichkeit der Herstellung von Poly-3-Hydroxybutyrat (P(3HB))-Polyester unter Verwendung von Maissirup. Die Konzentrationen der verschiedenen Inhaltsstoffe wurden mittels DOE und Design-Expert optimiert.
Forscher der University of Nottingham zeigten, dass die aus grünen und gerösteten Bohnen extrahierte DNA in einer auf Restriktionsfragmentlängenpolymorphismus (RFLP) basierenden Analyse verwendet werden kann, um zwischen Arabica- und Robusta-Kaffeesorten zu unterscheiden. Die Software Design-Expert wurde für die Versuchsplanung verwendet, um die Ausbeuten mit verschiedenen kommerziellen DNA-Extraktionskits zu vergleichen und zu optimieren.

## Alternativen zu Design-Expert
Stat-Ease bietet mit dem Python Paket dexpy
eine kostenlose Alternative an. Darüber hinaus gibt es noch weitere nicht-kommerzielle und kommerzielle Software zur statistischen Versuchsplanung.